# Pompiey
Pompiey település Franciaországban, Lot-et-Garonne megyében. Lakosainak száma 213 fő (2022. január 1.). Pompiey Ambrus, Barbaste, Durance, Fargues-sur-Ourbise és Xaintrailles községekkel határos.

## Népesség
A település népességének változása:
| Lakosok száma | 91   | 127  | 177  | 218  | 230  | 232  | 215  | 205  | 203  | 213  |
|               | 1968 | 1982 | 1990 | 2006 | 2013 | 2015 | 2017 | 2019 | 2020 | 2022 |